# OBEY

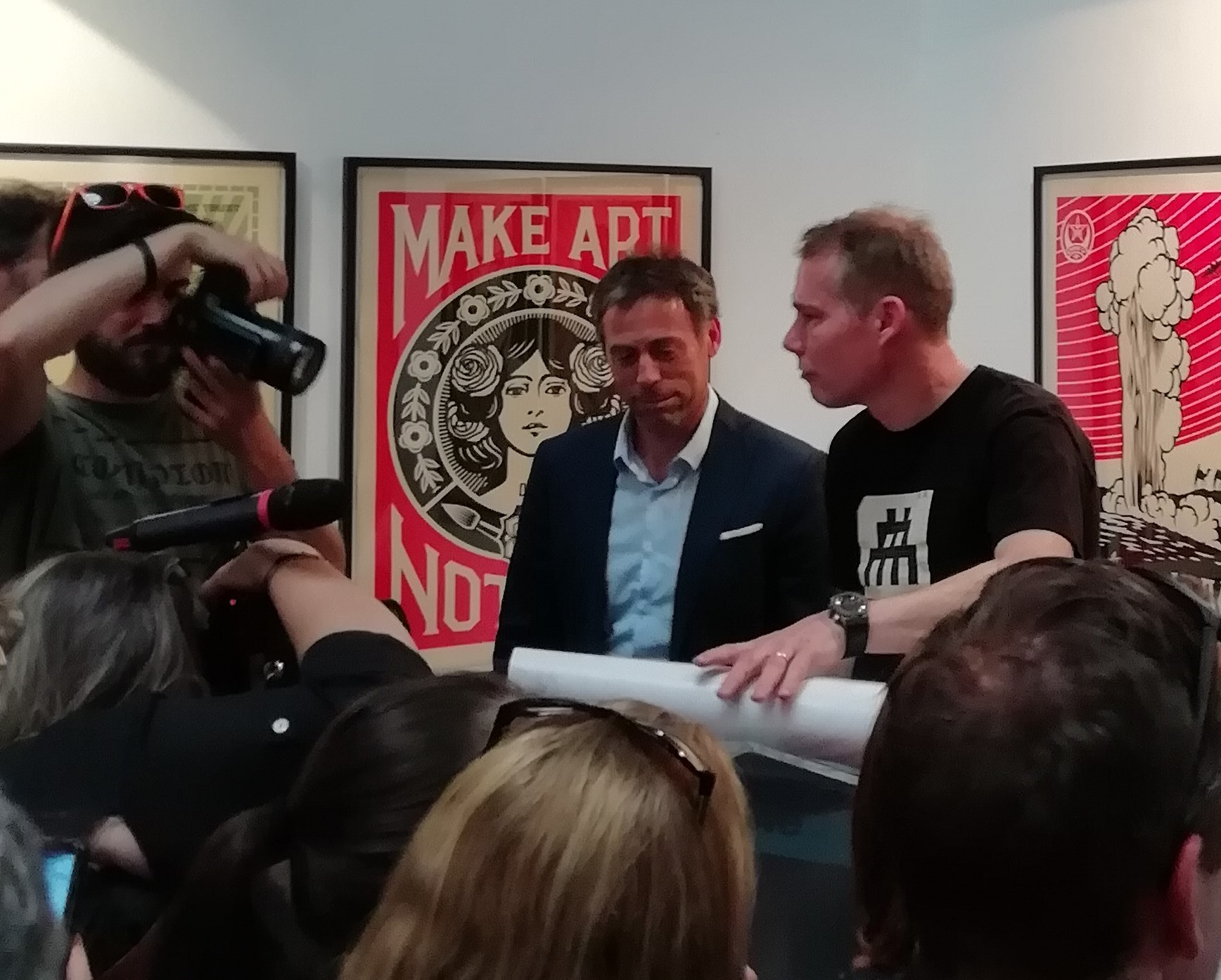
오베이의 창업자 셰퍼드 페어리(오른쪽)

OBEY(영어: Obey 오베이[*])는 미국의 의류 브랜드이다. 이 브랜드는 정치적, 사회적으로 도발적인 선전을 의류 디자인에 사용하는 것으로 유명하다.

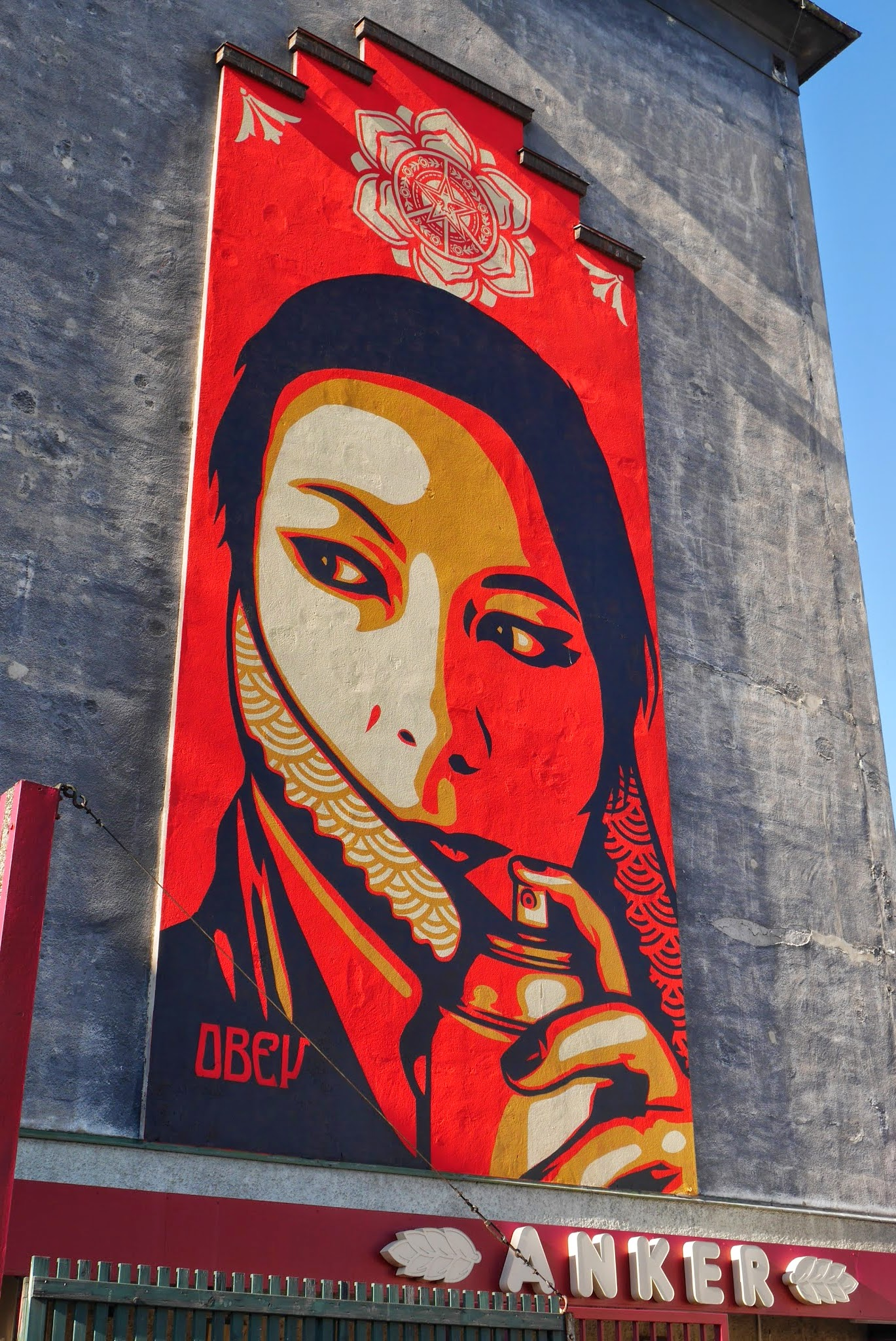
오베이 작품